# Христина Інгесдоттер
Христина Інґесдоттір, Христина Шведська, або Крістін Шведська (швед. Kristina Ingesdotter; 1078, Уппсала — 18 січня 1122, Київ) — шведська принцеса, дружина великого князя київського Мстислава-Гаральда Володимировича. Дочка короля Швеції Інґе I Старшого та Гелени.
У 1095 році вийшла заміж за Мстислава, який тоді був князем Новгородським, Ростовським і Білгородським. Померла 18 січня 1122 року. Через три роки Мстислав посів київський стіл.

## Діти
У шлюбі Христини і Мстислава було 10 дітей:
- Інгеборга Київська, дружина Кнуда Лаварда Ютландського, мати короля Данії Вальдемара I Великого.
- Мальмфрида Київська, дружина короля Норвегії Сіґурда I Хрестоносця, пізніше — короля Данії Еріка II.
- Євпраксія Мстиславна, дружина Олексія Комніна
- Всеволод Мстиславич, князь Новгородський.
- Марія-Агафія, дружина Всеволода II Олеговича.
- Ізяслав Мстиславич — великий князь київський (1146—1154).
- Ростислав Мстиславич — святий, великий князь київський (1154, 1159-61, 1161-67).
- Святополк Мстиславич — князь полоцький (1132), псковський (1138—1148), берестейський (1140), новгородський (1132, 1138, 1142—1148), луцький (1150—1151, 1151—1152) і волинський (1149, 1151—1154).
- Рогніда Мстиславівна, дружина Ярослава Святополковича.
- Ксенія Мстиславівна, дружина Брячислава Давидовича.